# Telecamera IP
Una telecamera IP o IP cam è un tipo di videocamera che genera un segnale video in forma digitalizzata e in formato pronto per la trasmissione diretta su rete dati, senza necessità di conversione analogico-digitale, e in grado di essere controllata direttamente tramite la rete dati stessa.
Il campo di utilizzo tipico delle telecamere IP sono i sistemi di telesorveglianza remota su larga scala con raccolta centralizzata delle immagini, di cui costituiscono i terminali.

## Tipologie
Le telecamere IP possono essere ricondotte a due tipi principali:
- telecamere IP centralizzate: sono dei terminali video puri, sprovvisti di memoria locale e che richiedono un Network Video Controller (NVR) per la memorizzazione delle immagini e per la gestione;
- telecamere IP decentralizzate, in grado di memorizzare localmente le immagini grazie a supporti interni come dischi rigidi, memorie rimovibili o Network Attached Storage.

## Storia
La prima telecamera IP centralizzata è stata immessa sul mercato nel 1996 dalla Axis Communications. Fu chiamata Axis Neteye 200, ed è stata sviluppata dal team di Martin Gren e Carl-Axel Alm.
Usava un web server interno alla camera creato dalla Axis stessa in modo personalizzato.
Nel tardo 1999, la compagnia ha cominciato ad usare una versione integrata di Linux per lavorare con la telecamera-ip. 
La prima telecamera IP decentralizzata è stata invece commercializzata dalla Mobotix nel 1999. 
La telecamera IP conteneva all'interno del software stesso video registrati, un software di controllo complesso, e le registrazioni degli eventi.
Questo dispositivo non richiedeva quindi nessun tipo di supporto esterno in quanto era tutto incluso nella telecamera stessa.
Ci furono in seguito numerose modifiche al progetto della telecamera IP, nel 2005 è stata rilasciata dalla Intellio, una telecamera capace di gestire numerosi eventi di tipo differente.
Con questa IP cam era infatti possibile rilevare oggetti tolti dalla scena, una persona che superava una linea immaginaria o un'automobile che andava nella direzione sbagliata.
Le telecamere IP possono avere varie risoluzioni da 0,3 (risoluzione VGA) a 16 megapixel.
Come per il mercato delle TV, anche le telecamere IP sono andate verso le risoluzioni 6K, utilizzando gli standard 720p o 1080i, fino ad arrivare a formati di 4620 × 3465 pixel con formato widescreen 16:9.

## Vantaggi
- Le telecamere IP hanno un audio a doppia via, il che permette di far interagire l'utente con quello che vede (es. un casello autostradale dove un automobilista ha bisogno di aiuto)
- La possibilità di sfruttare risoluzioni più elevate, a partire dalla risoluzione 640X480 ad arrivare alla 6K.
- Flessibilità le telecamere possono essere installate ovunque ci sia collegamento di rete anche wireless (con tecnologia GSM - 4G; 5G o Wi-Fi).
- Distribuzione intelligente, grazie al fatto di essere su reti, le analisi dei dati possono essere effettuate ovunque, anche in postazioni remote.
- I controlli di movimento delle camera, possono essere inviati senza necessità di ulteriori telecomandi, ma direttamente con un computer tramite il cavo di collegamento LAN o tramite rete GSM (4G - 5G) o Wi-Fi.
- Accessibilità remota, grazie alle reti le telecamere IP possono essere viste in "live" da qualsiasi postazione, sia remota che internet e con molti dispositivi, anche mobili (cellulari, tablet ecc..)
- Sicurezza, grazie alle reti, possono sfruttare i metodi di sicurezza come WEP, WPA, WPA2, TKIP, AES.
- PoE - Power over ethernet ed ePoE - Enhanced power over ethernet. Molte telecamere IP possono sfruttare il cavo di rete per alimentarsi, senza bisogno di ulteriori alimentatori.

## Svantaggi
- Costi iniziali alti per camera, eccetto che per le telecamere IP a basso costo (le telecamere IP diventano sempre più economiche grazie alla domanda alta, ci sono quindi ormai sul mercato telecamere IP, che possono competere con l'analogico a partire da 49 €).
- Alte richieste di banda: un impianto CCTV con una risoluzione a 640X480 e trasmissione lenta (10 fps - frame per secondo in compressione MJPEG) richiede circa 3 Mbit/s (ad oggi valori di banda occupata, ritenuti bassi e quindi favorevoli), mentre per una risoluzione 6K (4620 × 3465) e trasmissione (15 fps - frame per secondo in compressione h264 o h265) richiede un massimo di circa 16Mbit/s (valori di banda importanti che richiedono una buona progettazione e pianificazione della rete, a servizio dell'infrastruttura per allocare le risorse necessarie alla gestione di alti volumi di banda).
- Come per le CCTV/DVR, se il video è trasmesso via internet, piuttosto che in una rete privata LAN, il sistema è vulnerabile agli attacchi esterni.